# Villa Baizeau
La villa Baizeau est une villa construite en 1928 par l'architecte Le Corbusier à Carthage (Tunisie).

## Histoire
C'est en 1928 que Lucien Baizeau, industriel actif dans le domaine des matériaux de construction, rencontre Le Corbusier à Stuttgart et le convainc de lui dessiner une villa à Carthage, ce que Le Corbusier et son cousin Pierre Jeanneret font l'année suivante sans se rendre sur place.
Un premier projet intègre un système de ventilation naturelle incluant un toit parasol mais n'est pas retenu.
Unique œuvre de Le Corbusier en Afrique, elle se situe dans le périmètre du palais présidentiel de Carthage et abrite l'un des services de la présidence.
En 2024, la villa ouvre durant quatre mois au public avec une série d'activités, expositions et conférences.

## Architecture

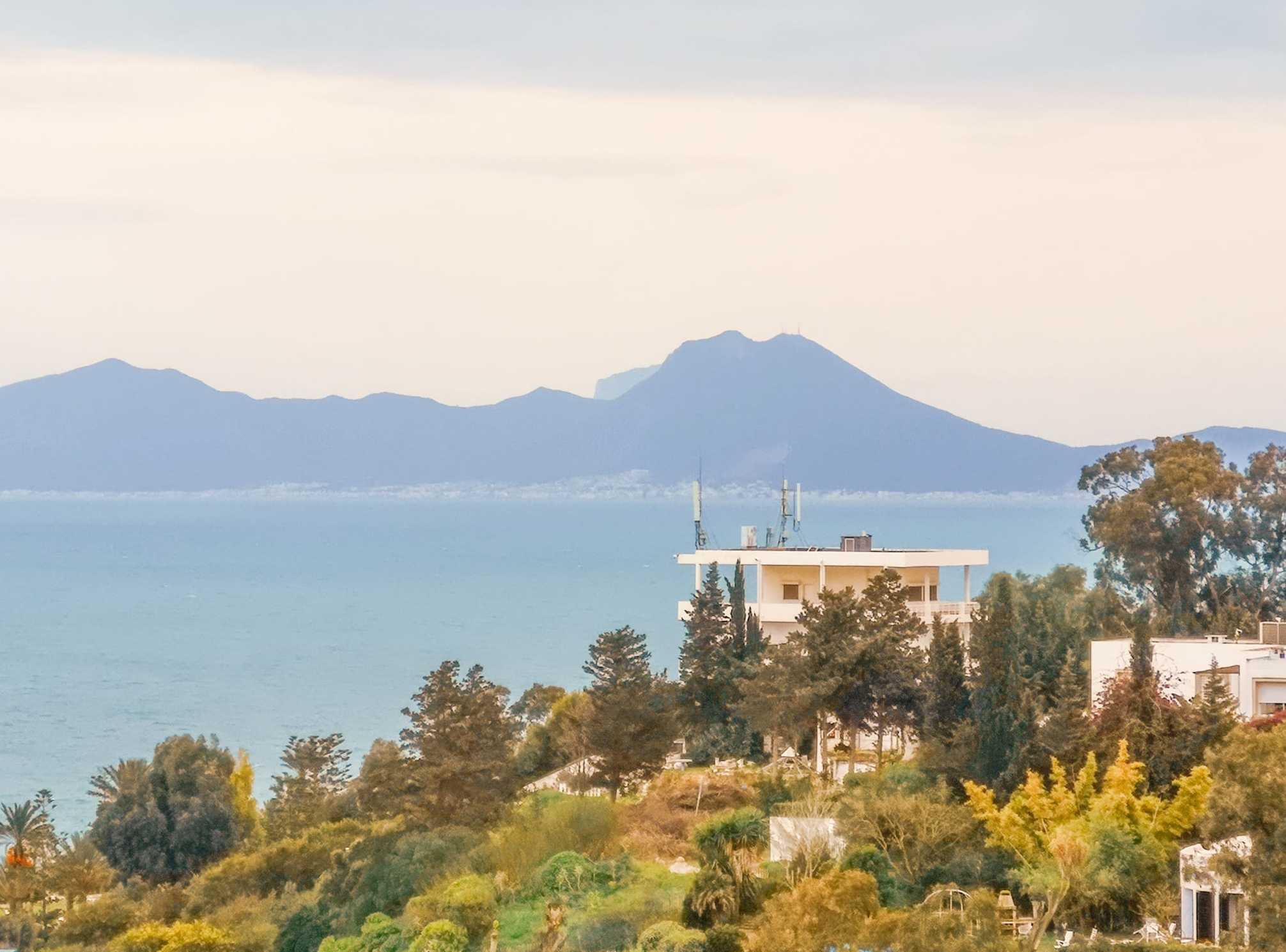
Vue de la villa dominant le golfe.

La villa allie l'architecture d'une kasbah et la distribution d'une maison traditionnelle de la médina de Tunis, avec des murs aveugles côté voie d'accès et de larges baies ouvertes sur le golfe de Tunis.
Il s'agit de l'un des premiers exemples d'adaptation du courant architectural moderniste dans le bassin méditerranéen et le monde arabe. Elle est aussi un premier exemple de prise en compte du climat par Le Corbusier, une problématique retrouvée dans la villa Shodhan en Inde.

## Classement
Il est envisagé en 2011 de l'intégrer aux réalisations de l'architecte candidates à une inscription au patrimoine mondial de l'Unesco, à la suite d'une tentative infructueuse à l'initiative de la France en 2003-2004 ; cette inscription est toutefois finalisée en 2016 sans la villa.
Le 22 janvier 2024, un arrêté en fait un monument classé.